# Testo unico in materia di foreste e filiere forestali
Il Testo unico in materia di foreste e filiere forestali (noto anche con l'acronimo TUFF) è la principale fonte normativa vigente nella Repubblica Italiana in materia forestale. Emanato con il decreto legislativo 3 aprile 2018, n. 34 in forma di testo unico, è entrato in vigore il 5 maggio 2018.

## Contenuti
Il testo unico si prefigge l'obiettivo di uniformare le politiche forestali a livello nazionale, le quali sono contemporaneamente sottoposte alla compentenza di differenti enti:
- Ministero delle politiche agricole alimentari e forestali per la gestione del territorio e la produzione di beni
- Regioni per la gestione del territorio e la produzione di beni
- Ministero dell'ambiente e della tutela del territorio e del mare per la tutela e la conservazione di ambiente e biodiversità
- Ministero della cultura per quanto concerne il paesaggio.

Le finalità di tale testo sono elencate all'articolo 2 e mirano a:
- promuovere la gestione attiva e razionale del patrimonio forestale nazionale
- promuovere e tutelare l'economia forestale
- proteggere la foresta
- promuovere la programmazione e la pianificazione degli interventi di gestione forestale
- favorire l'elaborazione di linee guida per la tutela e la valorizzazione del patrimonio forestale e del paesaggio rurale
- favorire lo sviluppo della strategia forestale europea
- garantire e promuovere la conoscenza e il monitoraggio del patrimonio forestale nazionale
- promuovere e coordinare la formazione e l'aggiornamento degli operatori e la qualificazione delle imprese
- promuovere l'attività di ricerca, sperimentazione e divulgazione tecnica nel settore forestale
- promuovere la cultura forestale e l'educazione ambientale.